# Certhia
 Certhia  é um género de aves que engloba as trepadeiras típicas, pertencendo à família Certhiidae.
As trepadeiras típicas têm todas uma aparência semelhante, e podem ser de difícil identificação quando duas espécies ocorrem na mesma área. Normalmente executam apenas pequenas deslocações migratórias.
As trepadeiras são pequenas aves dos bosques, de dorso castanho e ventre branco. Possuem um bico fino e bicudo, curvado para baixo, que usam para extrair insectos da casca dos troncos. As penas da cauda são resistentes, como as dos pica-paus, e, como estes, usam a cauda para se apoiarem em troncos verticais.
Fazem os ninhos em buracos nas árvores ou atrás das cascas dos troncos.
De acordo com estudos recentes de sequência de mtDNA citocromo b e estrutura de vocalização (Tietze et al., 2006), são reconhecidas as seguintes espécies:

## Espécies por ordem taxonómica
- Trepadeira-do-bosque - Certhia familiaris
- Certhia hodgsoni
- Certhia americana
- Trepadeira-comum - Certhia brachydactyla
- Certhia himalayana
- Certhia tianquanensis
- Certhia nipalensis
- Certhia discolor
  - Certhia (discolor) manipurensis

Estas espécies constituem duas linhagens evolucionárias: as primeiras quatro espécies representam uma radiação holárctica, enquanto as restantes cinco estão distribuídas na área sul e leste do Himalaia. A Certhia hodgsoni, recentemente classificada como uma espécie distinta, é uma ramificação dum ancestral da trepadeira-comum que se especiou a sul do Himalaia. O grupo anterior possui uma vocalização mais modulada, começando ou terminando sempre (excepto na C. familiaris da China) com um chriii agudo. O grupo do Himalaia, ao contrário, tem um trinado mais rápido sem o som chriii.